# Marquesado de Villagodio
El marquesado de Villagodio es un título nobiliario español creado el 30 de agosto de 1764 por el rey Carlos III a favor de Andrés Mayoral y San Pedro, señor de Villagodio y regidor perpetuo de Zamora.

## Marqueses de Villagodio
|                         | Titular                                          | Periodo                 |
| Creación por Carlos III | Creación por Carlos III                          | Creación por Carlos III |
| ----------------------- | ------------------------------------------------ | ----------------------- |
| I                       | Andrés Mayoral y San Pedro                       | 1764-1816               |
| II                      | Prudencia María Mayoral y Mayoral                | 1816-1831               |
| III                     | María Ana Mayoral y Carrillo                     | 1831-¿?                 |
| IV                      | María de la Concepción González-Yebra y Carrillo | 1834-1848               |
| V                       | María de la Concepción Bengoa y González-Yebra   | 1853-1878               |
| VI                      | José de Echevarría y Bengoa                      | 1878-¿?                 |
| VII                     | Alfredo de Echevarría y Victoria de Lecea        | 1921-¿?                 |
| VIII                    | José María Echevarría y Arteche                  | 2003-2021               |
| IX                      | Isabel Echevarría y Aburto                       | 2022-actual titular     |

## Historia de los marqueses de Villagodio
- Andrés Javier José Mayoral y San Pedro (Coreses, 4 de diciembre de 1734-1816),[2] I marqués de Villagodio.  Era hijo de Ambrosio Mayoral y Alonso de Mella, quien compró el 7 de septiembre de 1738 al rey Felipe V los despoblados de Villagodio, Santa Cristina, San Pelayo y otros lugares en Zamora,  y de Inés de San Pedro,[3][4] y sobrino de Andrés Mayoral, arzobispo de Valencia.

Casó en 7 de septiembre de 1764 con María Rosa Caroz Pardo de la Casta. Su hijo, Joaquín María, nacido el 20 de diciembre de 1766, falleció el 2 de enero de 1767.  Le sucedió su sobrina:
- Prudencia María Mayoral y Mayoral (m. 1831), II marquesa de Villagodio,[5] hija de Prudencio Mayoral y Arbieto y de su esposa Feliciana María Josefa Mayoral y de San Pedro.[6]

Casó con su primo Miguel María Carrillo y Mayoral de quien no hubo descendencia. Sucedió:
- María Ana Mayoral y Carrillo, III marquesa de Villagodio.

Casó con Eustaquio González Yebra, Sucedió su hija en 1834: Sucedió su hija: hijo de Antonio González Yebra y Juana Cabeza de Vaca.
- María de la Concepción González-Yebra y Carrillo (Zamora, c. 8 de diciembre de 1811[11]- Bilbao, 14 de noviembre de 1848[12]) IV marquesa Villagodio.[6]

Casó en primeras nupcias en 1829 con Vicente de Vera y Mendoza, III conde de los Acevedos. Después de enviudar, contrajo un segundo matrimonio, en articulo mortis,  el 13 de noviembre de 1848 en Bilbao, con José Francisco Bengoa natural de Oñate. En 1853, sucedió su hija del segundo matrimonio, nacida antes del matrimonio de sus padres y legitimada cuando contrajeron matrimonio un día antes del fallecimiento de la marquesa.
- María Concepción Bengoa y González-Yebra (n. 4 de abril de 1847[15]), V marquesa de Villagodio.[16]

Casó con Alfredo Echevarría Arriaga, teniente alcalde y regidor de Bilbao, hijo de Juan Echevarría La Llana y de su segunda esposa, Tomasa Arriaga La Mata. Le sucedió su hijo en 1878:
- José de Echevarría y Bengoa, VI marqués de Villagodio.[17][18]

Casó alrededor de 1896 con Sofía Victoria Lecea y Sampelayo. Sucedió su hijo en 1921:
- Alfredo Echevarría Victoria de Lecea, VII marqués de Villagodio.[20]

Casó con Isabel de Arteche y Olabarri. Sucedió su hijo:
- José María Echevarría y Arteche (Las Arenas, 1932-15 de febrero de 2021),[21] VIII marqués de Villagodio,[22] banquero y expresidente del Comité Olímpico Español.

Casó con María Aburto. Sucedió su hija:
- Isabel Echevarría y Aburto, IX marquesa de Villagodio.[23]